# Ołeh Tymeć
Ołeh Wołodymyrowycz Tymeć, ukr. Олег Володимирович Тимець (ur. 26 września 1971 w obwodzie tarnopolskimie, Ukraińska SRR) – ukraiński piłkarz, grający na pozycji obrońcy.

## Kariera piłkarska

### Kariera klubowa
W 1992 rozpoczął karierę piłkarską w zespole amatorskim Łysonia Brzeżany. Potem występował w klubach Zoria Chorostków, Limnycia Perehińsko, Adwis Chmielnicki, Ratusza Kamieniec Podolski, Chutrowyk Tyśmienica, Pokuttia Kołomyja i Krystał Czortków. W 1998 wyjechał do Kazachstanu, gdzie bronił barw klubów Irtysz Pawłodar, Kajsar Kyzyłorda i Kaspij Aktau. Latem 2002 wrócił do Ukrainy, gdzie został piłkarzem klubu z Brzeżan, który już nazywał się Sokił. Na początku następnego 2003 przeniósł się do Techno-Centru Rohatyn, w barwach którego zakończył karierę piłkarza w końcu 2003.

## Sukcesy i odznaczenia

### Sukcesy klubowe
Irtysz Pawłodar
- zdobywca Pucharu Kazachstanu: 1997/98

Kajsar Kyzyłorda
- zdobywca Pucharu Kazachstanu: 1998/99